# 斜纹鲻鰕虎鱼
斜纹鲻鰕虎鱼（学名：Mugilogobius obliquifasciatus）为鰕虎鱼科鯔鰕虎魚屬的鱼类。在中国，分布于海南、广东沿海各河口等，属于暖水性鱼类。其常见于河口咸淡水交汇处以及有时也进入下游淡水区。该物种的模式产地在海南海口、莺歌海、海丰汕尾、福建云霄。

## 扩展阅读
維基物種上的相關：斜纹鲻鰕虎鱼